# Abarth 1500 Coupé
O Abarth 1500 Coupé conhecido também como Abarth 1500 Biposto, foi um veículo produzido pela empresa italiana Abarth, com design desenvolvido pela Bertone. Foi exposto pela primeira vez no ano de 1952 no evento Turin Motor Show.